# Edelgist

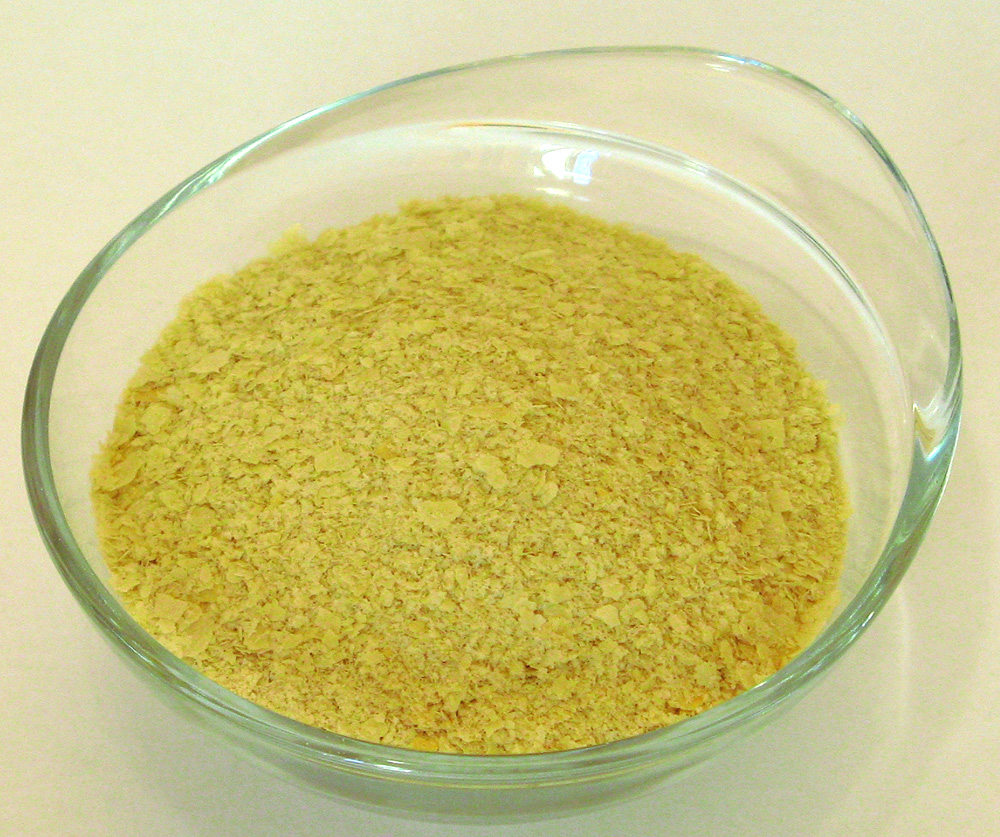
Edelgistvlokken

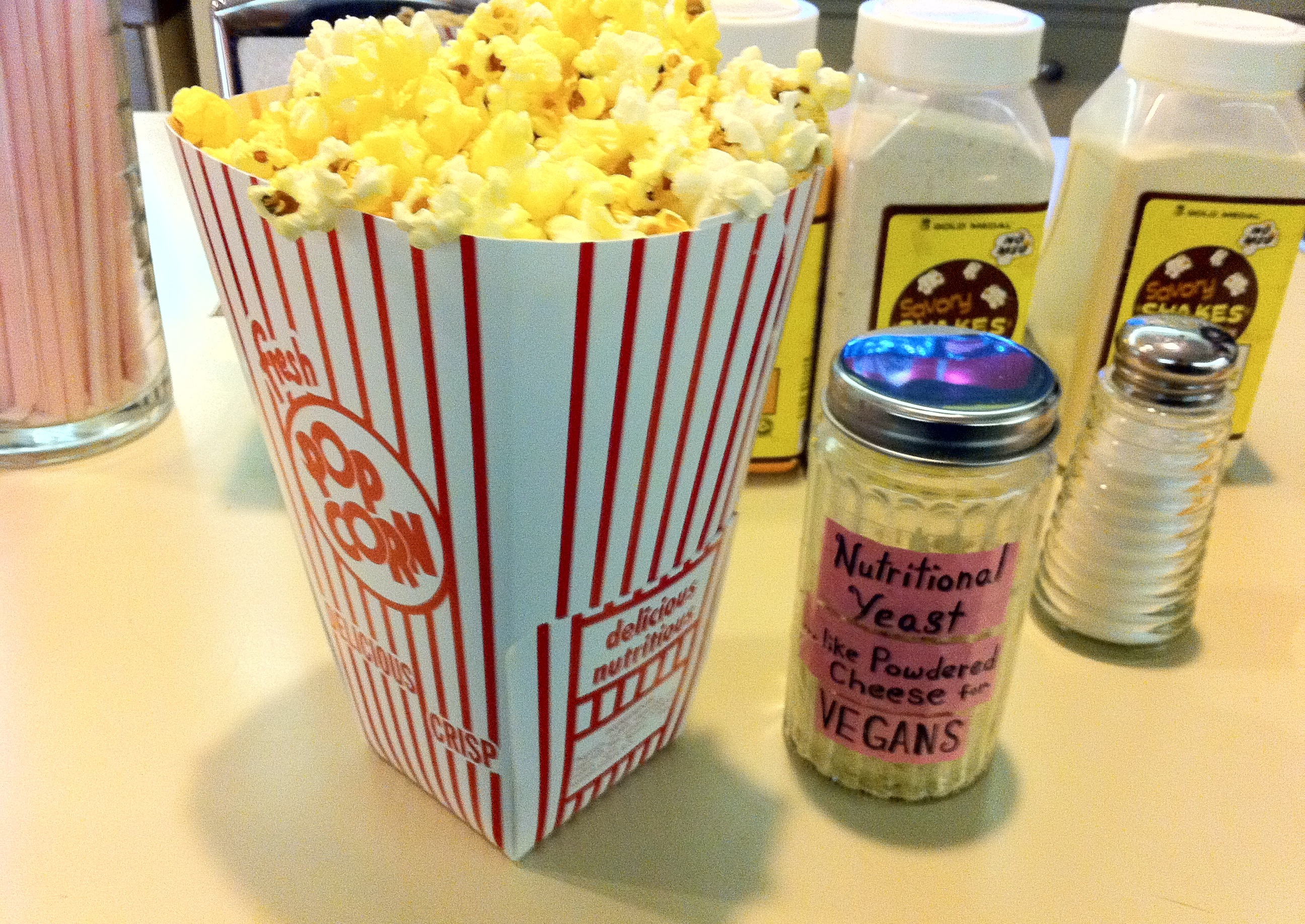
Plaza Theatre in Atlanta biedt bezoekers edelgistvlokken als smaakmaker voor popcorn.

Edelgist is een gedeactiveerd gist, vaak van een stam van Saccharomyces cerevisiae, dat verkocht wordt als een voedselproduct in de vorm van vlokken of als een geel poeder. Het is vooral te koop in natuurvoedingswinkels en wordt onder meer gebruikt door vegetariërs en veganisten. Edelgist kan gebruikt worden als ingrediënt in recepten of als een condiment.
Hoewel het sporen bevat van verschillende vitaminen en mineralen is het enkel een aanzienlijke bron van B-complex vitaminen. Soms wordt edelgist verrijkt met vitamine B12.
Edelgist heeft een sterke smaak en wordt omschreven als noot-, kaas- of crèmeachtig, waardoor het gebruikt wordt als ingrediënt in kaasvervangers. Een andere toepassing is topping voor popcorn.
Edelgist is geen gistextract, dat heeft een zeer sterke smaak en wordt verkocht als een donkerbruine pasta.

## Productie
Edelgist wordt geproduceerd door een gist in een voedingsrijk medium een aantal dagen te cultiveren. Het voornaamste ingrediënt in het groeimedium is glucose, vaak van melasse van suikerbieten. Zodra de gist klaar is wordt het gedood (gedeactiveerd) door verhitting en dan geoogst, gewassen, gedroogd en verpakt. Het meest gebruikt is een stam van de gistsoort Saccharomyces cerevisiae. De stam wordt gecultiveerd en geselecteerd op gewenste eigenschappen en heeft vaak een ander fenotype dan andere stammen van S. cerevisiae die bijvoorbeeld gebruikt worden bij het bakken en brouwen.

## Voedingswaarde
De voedingswaarde van edelgist varieert per fabrikant. Gemiddeld bevat twee eetlepels edelgist 60 calorieën en 5 gram koolhydraten (waarvan 4 gram vezels). Een portie bevat ook 9 gram van een compleet proteïne dat alle negen aminozuren biedt die het lichaam niet kan produceren. Hoewel zowel verrijkte als niet-verrijkte edelgist beide ijzer bevatten, bevat de verrijkte edelgist 20 procent van de dagelijks aanbevolen hoeveelheid, terwijl niet-verrijkte edelgist slechts 5 procent bevat. Niet-verrijkte edelgist bevat 35 tot 100 procent van de dagelijks aanbevolen hoeveelheden vitamine B1 en B2.
Omdat edelgist vaak wordt gebruikt door veganisten, die vitamine B12-supplementen in hun dieet nodig hebben, is er verwarring over B12 in edelgist. Gist kan geen vitamine B12 produceren, dat kunnen enkel bacteriën. Sommige fabrikanten van edelgist verrijken het product met vitamine B12. Wanneer het verrijkt is, is de vitamine B12 apart geproduceerd (meestal cyanocobalamine) en dan toegevoegd aan de gist.
Hoewel sommige bacteriesoorten die B12 kunnen produceren samen met S. cerevisiae kunnen groeien, wordt commercieel geproduceerd edelgist gekweekt in gecontroleerde omstandigheden waarbij geen bacteriën groeien.

## Glutaminezuur
Edelgist bevat geen toegevoegd mononatriumglutamaat. Wel bevatten alle inactieve gisten een deel vrij glutaminezuur omdat bij het sterven van de gistcellen de proteïne die de celwand bij elkaar houdt afbreekt tot de aminozuren die hem oorspronkelijk vormden. Glutaminezuur is een van nature voorkomend aminozuur in alle gistcellen, zoals ook in vele groenten, paddenstoelen en vlees.